# George Cooper
George Cooper (Newark, 12 de dezembro de 1892 – Sawtelle, 9 de dezembro de 1943) foi um ator norte-americano da era do cinema mudo. 
Primeiramente atuou nos palcos, em seguida, atuou em 210 filmes entre 1911 a 1940.
Faleceu em Sawtelle, Los Angeles.

## Filmografia selecionada
- Bianca (1913)
- The Tragedy of Whispering Creek (1914)
- The Unlawful Trade (1914)
- The Hopes of Blind Alley (1914)
- The Battle of Frenchman's Run (1915)
- The Auction Block (1917)
- The Fox (1921)
- The Barrier (1926)
- Shadow of the Law (1926)
- Widecombe Fair (1928)
- Rose-Marie (1928)
- The Trail of '98 (1928)
- The Unholy Night (1929)
- Under a Texas Moon (1930)
- The Girl of the Golden West (1930)
- Shooting Straight (1930)
- Doubting Thomas (1935)
- Sitting on the Moon (1936)